# Cuenca del río Imperial
La cuenca del río Imperial es el espacio natural comprendido por la cuenca hidrográfica del río Imperial. Este espacio coincide con el espacio administrativo homónimo definido en el inventario de cuencas de Chile con el número 091 que se extiende desde la divisoria de las aguas con la cuenca superior del río Biobío hasta su desembocadura en el océano Pacífico. Se subdivide en 6 subcuencas y 41 subsubcuencas con un total de 12.670 km².
A partir de la década de los años 1970 se ha ampliado el concepto de cuenca hasta entender, ya en los primeros años del siglo XXI, una cuenca hidrográfica en lo que respecta a su definición espacial y funcional, como la unidad geopolítica y socioeconómica más apropiada y racional para el desarrollo integrado de los recursos de tierras y aguas asociados a la vegetación y en conjunto con los usuarios de nivel local y regional.: 17 

## Cartografía

Cuenca hidrográfica del río Imperial, la 091.

## Límites

Comunas de la cuenca del río Imperial. La línea verde es la división regional, las rojas de la división comunal y las celestes son los cauces más importantes que en algunos casos sirven de límite comunal.

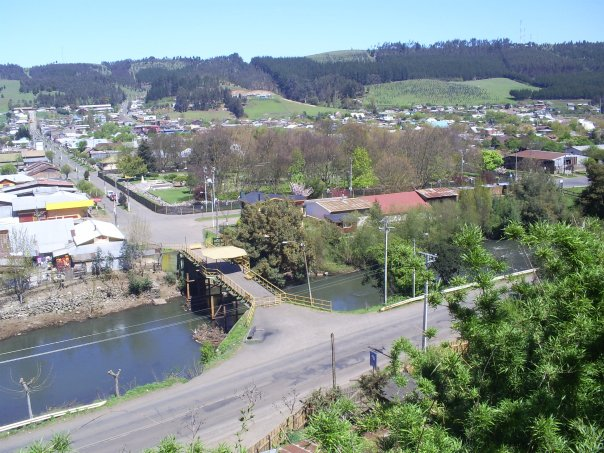
El río Quillén atravesando la ciudad de Galvarino rodeada de suaves lomas y verdes bosques.

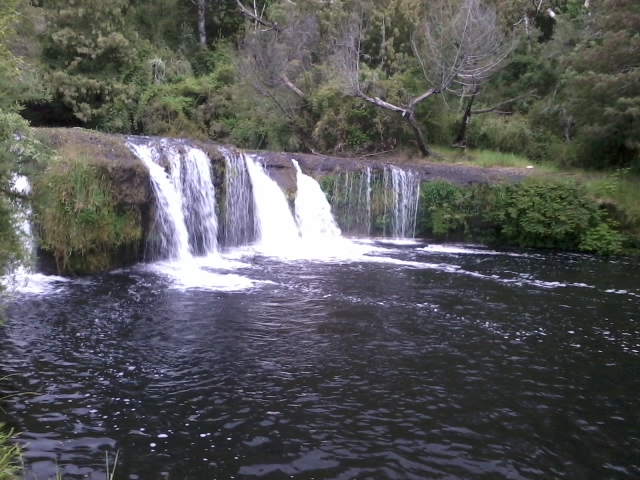
Salto del río Dumo.

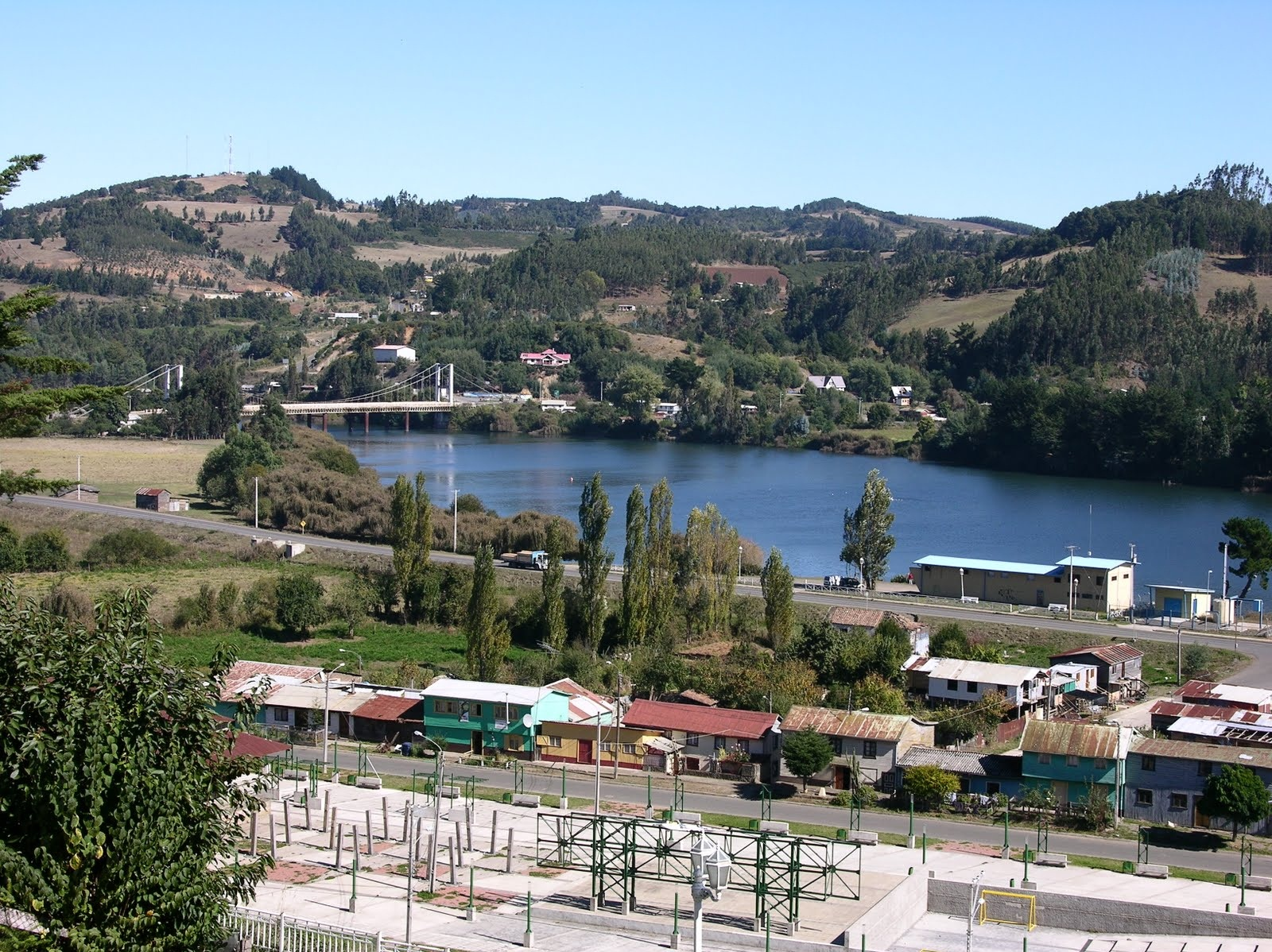
El río Imperial en Carahue.

La cuenca del Imperial, se desarrolla al occidente de la cuenca alta del Biobío, de la que se encuentra separada por una serie de cordilleras secundarias como la cordillera de las Raíces, Sierra Nevada, no beneficiándose así de las más altas cumbres, sin embargo recibe los aportes de las cumbres nevadas de los volcanes Llaima, Tolhuaca y Lonquimay siendo este último del cual nace en una subcordillera.: 451 
La hoya desemboca al océano por Puerto Saavedra y siguiendo el sentido de los punteros del reloj, limita a su noroeste con las cuencas costeras límite regional y río Imperial, ítem 090 del inventario de cuencas de Chile, más al norte con las cuencas costeras del ítem 089 y las del ítem 088. Derechamente al norte con la cuenca del río Biobío con la cual limita también hacia el este. Hacia el sur deslinda con la cuenca del río Toltén y hacia el suroeste con la cuenca del lago Budi (ítem 090).
Sus extremos alcanzan hasta las coordenadas geográficas 37° 46′ S, 38°59′S, 71°27′W y 73°28' W.
La geografía de la cuenca está ubicada entre 4 grandes zonas geomorfológicas: la cordillera de la Costa (300-400 m s. n. m.), las planicies litorales (<20 m s. n. m.) en el sector oeste, la depresión intermedia 8<400 m s. n. m.) y la cordillera de los Andes en el sector este.: 95 

## Población y regiones
La cuenca del río Imperial posee una superficie de 1.276.300 Ha equivalentes al 40% de la Región de la Araucanía, en que está ubicada, abarcando las provincias de Malleco y Cautín.
Entre las localidades pobladas de mayor importancia según el número de habitantes, se pueden mencionar las siguientes:
| Nombre          | Población total en 2002 | Población comunal en 2002 | Cauces asociados |
| --------------- | ----------------------- | ------------------------- | ---------------- |
| Temuco          | 245.347                 | 232.528                   | Río Cautín       |
| Padre Las Casas | 58.795                  | 33.697                    | Río Cautín       |
| Nueva Imperial  | 40.059                  | 18.335                    | Río Imperial     |
| Victoria        | 33.501                  | 23.977                    | Río Traiguén     |
| Lautaro         | 32.218                  | 21.071                    | Río Cautín       |
| Carahue         | 25.696                  | 11.596                    | Río Imperial     |
| Vilcún          | 22.491                  | 9.024                     | Río Quepe        |
| Traiguén        | 19.534                  | 14.140                    | Río Traiguén     |
| Curacautín      | 16.970                  | 12.412                    | Río Blanco       |
| Puerto Saavedra | 14.034                  | 2.679                     | Río Imperial     |
| Purén           | 12.868                  | 7.604                     | Río Purén        |
| Galvarino       | 12.596                  | 3.539                     | Río Quillén      |
| Perquenco       | 6.450                   | 2.929                     | Río Quillén      |

En la hoya están asentados un número importante de comunidades mapuches hiulliches (en el sector costero), pero la extensión, las dificultades de acceso y la disponibilidad de agua dificultan sostener de manera sustentable a esta población.: 17 

## Subdivisiones
La Dirección General de Aguas subdivide o reúne las cuencas de Chile acorde a las necesidades de estudio y gestión. Existen dos inventarios que han logrado ser aceptados como principales, el inventario de cuencas del Banco Nacional de Aguas (BNA) de 1978, de mayor uso, y el inventario de cuencas del Departamento de Administración de Recursos Hídricos (DARH) de 2014 de mejor cartografía que ha obligado a redefinir algunos límites, a veces con cambios mayores, pero también por algunas redefiniciones del concepto de subcuenca.
Bajo el BNA el código del ítem es 091 y con el DARH es 090.
La subdivisión del BNA es como sigue:
| 091 Río Imperial (mapa) |       |                                                                  |        |
| 0910                    | 09100 | Río Lumaco hasta Río Puren                                       | 36     |
| 0910                    | 09101 | Río Puren                                                        | 669    |
| 0910                    | 09102 | Río Lumaco entre Río Puren y Río Pichilumaco                     | 316    |
| 0910                    | 09103 | Río Lumaco Entre Arriba Río Pichilumaco y Río Colpi              | 195    |
| 0910                    | 09104 | Río Traiguén Hasta Bajo Estero Quilapan                          | 474    |
| 0910                    | 09105 | Río Traiguén Entre Estero Quilapan y Río Quino                   | 246    |
| 0910                    | 09106 | Río Quino Bajo Junta Estero Pua                                  | 511    |
| 0910                    | 09107 | Río Quino Entre Estero Pua y Río Traiguén                        | 329    |
| 0910                    | 09108 | Río Colpi Entre Junta Río Quino y Río Traiguén, Río Lumaco       | 99     |
| 0910                    | 09109 | Río Lumaco entre Río Colpi y Río Quillen                         | 115    |
| 0911                    | 09110 | Río Quillen hasta puente Perquenco                               | 127    |
| 0911                    | 09111 | Río Quillen Entre Puente Perquenco y Estero Perquenco            | 264    |
| 0911                    | 09112 | Estero Perquenco                                                 | 248    |
| 0911                    | 09113 | Río Quillen Entre Estero Perquenco y Río Chol Chol               | 216    |
| 0911                    | 09114 | Río Pellahuen y Río Chaugum                                      | 472    |
| 0911                    | 09115 | Río Repucura entre junta Ríos Pellahuen y Chanquin               | 436    |
| 0911                    | 09116 | Río Chol Chol entre Río Quillen y Río Renaco                     | 281    |
| 0911                    | 09117 | Río Renaco                                                       | 423    |
| 0911                    | 09118 | Río Chol Chol entre Río Renaco y Río Imperial                    | 242    |
| 0912                    | 09120 | Río Cautin Bajo Junta Estero Lefuco                              | 442    |
| 0912                    | 09121 | Río Cautin Entre Estero Lefuco y Bajo Junta Estero Collico       | 380    |
| 0912                    | 09122 | Río Cautin Entre Estero Collico y Bajo Junta Río Blanco          | 471    |
| 0912                    | 09123 | Río Cautin Entre Río Blanco y Estero Guacolda                    | 303    |
| 0912                    | 09124 | Río Cautin Entre Arriba Junta Estero Guacolda y Río Muco         | 267    |
| 0912                    | 09125 | Río Muco hasta junta Río Collins                                 | 205    |
| 0912                    | 09126 | Río Collins                                                      | 237    |
| 0912                    | 09127 | Río Muco entre Río Collins y Río Cautin                          | 211    |
| 0912                    | 09128 | Río Cautin Entre Río Muco y Bajo Junta Estero Pumalal            | 272    |
| 0912                    | 09129 | Río Cautin Entre Estero Pumalal y Río Quepe                      | 436    |
| 0913                    | 09130 | Río Quepe bajo Río Calbuco                                       | 282    |
| 0913                    | 09131 | Río Quepe Entre Río Calbuco y Bajo Estero Hunaco                 | 254    |
| 0913                    | 09132 | Río Quepe Entre Estero Hunaco Hasta Antes Río Huichahue          | 441    |
| 0913                    | 09133 | Río Caihuico hasta bajo Río Huichahue                            | 343    |
| 0913                    | 09134 | Río Huichahue entre Río Caihuico y Río Quepe                     | 377    |
| 0913                    | 09135 | Río Quepe Entre Río HUICHAHUE y Bajo Estero PELALES              | 294    |
| 0913                    | 09136 | Río Quepe Entre Estero PELALES y Río Cautin                      | 312    |
| 0914                    | 09140 | Río Cautin entre Río Quepe y Río Chol Chol                       | 92     |
| 0915                    | 09150 | Río Imperial entre Junta Ríos Cautin y Chol Chol y Río Las Damas | 498    |
| 0915                    | 09151 | Río Las Damas                                                    | 266    |
| 0915                    | 09152 | Río Moncul                                                       | 426    |
| 0915                    | 09153 | Río Imperial entre Río Las Damas y desembocadura                 | 162    |
| Totales:                |       |                                                                  |        |
| 6                       | 41    | Región: IX (100%) / Tipo: Exorreica / Desemb.: O. Pacífico       | 12.670 |

La disposición de cuencas en el inventario DARH es la siguiente:
| Código         | Nombre                                            | Código en mapa      | Tipología de cuenca | Vertiente de cuenca | Origen de cuenca    | Temperatura media anual (C°) | Temperatura máxima (C°) | Temperatura mínima (C°) | Precipitación anual (mm) | Número de estaciones fluviométricas | Número de estaciones pluviométricas | Área (km²)          |
| -------------- | ------------------------------------------------- | ------------------- | ------------------- | ------------------- | ------------------- | ---------------------------- | ----------------------- | ----------------------- | ------------------------ | ----------------------------------- | ----------------------------------- | ------------------- |
| 0900           | Cuenca Río Imperial                               | Cuenca Río Imperial | Cuenca Río Imperial | Cuenca Río Imperial | Cuenca Río Imperial | Cuenca Río Imperial          | Cuenca Río Imperial     | Cuenca Río Imperial     | Cuenca Río Imperial      | Cuenca Río Imperial                 | Cuenca Río Imperial                 | Cuenca Río Imperial |
| 09000000000    | Río Lumaco entre Río Colpi y Río Chol-Chol        | 1                   | Exorreica           | Pacífico            | Pluvial             | 11.5                         | 24.5                    | 3.1                     | 1116.6                   | 0                                   | 0                                   | 115.3               |
| 090000000000   | Río Colpi                                         | 2                   | Exorreica           | Pacífico            | Pluvial             | 12.0                         | 25.5                    | 3.4                     | 1140.7                   | 0                                   | 0                                   | 97.8                |
| 0900000000000  | Río Quino desde junta Estero Pila hasta Río Colpi | 3                   | Exorreica           | Pacífico            | Pluvial             | 11.5                         | 25.6                    | 2.8                     | 1361.6                   | 2                                   | 0                                   | 342.6               |
| 09000000000000 | Río Quino hasta junta Estero Pila                 | 4                   | Exorreica           | Pacífico            | Pluvial             | 10.4                         | 24.8                    | 1.8                     | 1657.1                   | 1                                   | 0                                   | 517.9               |
| 0900000000001  | Río Traiguén entre Estero Dumo y Río Colpi        | 5                   | Exorreica           | Pacífico            | Pluvial             | 11.7                         | 25.8                    | 2.9                     | 1308.7                   | 1                                   | 1                                   | 201.3               |
| 09000000000010 | Estero Dumo                                       | 6                   | Exorreica           | Pacífico            | Pluvial             | 10.6                         | 25.1                    | 1.9                     | 1567.7                   | 1                                   | 0                                   | 285.8               |
| 09000000000011 | Río Traiguén hasta junta Estero Dumo              | 7                   | Exorreica           | Pacífico            | Pluvial             | 10.1                         | 24.8                    | 1.6                     | 1791.9                   | 1                                   | 1                                   | 129.9               |
| 09000000000012 | Estero Huinilhue                                  | 8                   | Exorreica           | Pacífico            | Pluvial             | 11.9                         | 25.7                    | 3.2                     | 1197.8                   | 0                                   | 0                                   | 111.2               |
| 090000000001   | Río Lumaco entre Río Purén y Río Colpi            | 9                   | Exorreica           | Pacífico            | Pluvial             | 11.6                         | 24.9                    | 3.1                     | 1167.9                   | 2                                   | 2                                   | 549.9               |
| 0900000000010  | Río Purén                                         | 10                  | Exorreica           | Pacífico            | Pluvial             | 10.6                         | 23.6                    | 2.3                     | 1385.8                   | 3                                   | 1                                   | 670.3               |
| 09000100       | Río Chol-Chol entre Río Renaco y Río Imperial     | 11                  | Exorreica           | Pacífico            | Pluvial             | 12.7                         | 25.3                    | 4.3                     | 995.2                    | 1                                   | 0                                   | 298.3               |
| 0900010000     | Estero Renaco                                     | 12                  | Exorreica           | Pacífico            | Pluvial             | 12.3                         | 25.5                    | 3.8                     | 1079.7                   | 0                                   | 0                                   | 247.3               |
| 09000100000    | Estero Deille                                     | 13                  | Exorreica           | Pacífico            | Pluvial             | 11.7                         | 24.8                    | 3.3                     | 1229.3                   | 0                                   | 0                                   | 176.9               |
| 0900010001     | Río Chol-Chol entre Río Quillón y Río Renaco      | 14                  | Exorreica           | Pacífico            | Pluvial             | 12.3                         | 25.1                    | 3.9                     | 977.5                    | 1                                   | 2                                   | 279.7               |
| 09000100010    | Estero Guamaqui y Río Repucura                    | 15                  | Exorreica           | Pacífico            | Pluvial             | 10.4                         | 23.0                    | 2.4                     | 1244.0                   | 0                                   | 0                                   | 219.2               |
| 090001000100   | Río Pellah                                        | 16                  | Exorreica           | Pacífico            | Pluvial             | 10.5                         | 22.8                    | 2.6                     | 1321.4                   | 0                                   | 1                                   | 463.3               |
| 0900010001000  | Río Relún                                         | 17                  | Exorreica           | Pacífico            | Pluvial             | 10.2                         | 22.7                    | 2.3                     | 1383.7                   | 0                                   | 0                                   | 246.1               |
| 09000100011    | Río Quillón entre Estero Perquén                  | 18                  | Exorreica           | Pacífico            | Pluvial             | 12.2                         | 25.7                    | 3.6                     | 1112.8                   | 1                                   | 1                                   | 219.5               |
| 090001000110   | Estero Perquenco                                  | 19                  | Exorreica           | Pacífico            | Pluvial             | 11.7                         | 25.6                    | 3.0                     | 1333.8                   | 0                                   | 1                                   | 235.5               |
| 090001000111   | Río Quille                                        | 20                  | Exorreica           | Pacífico            | Pluvial             | 11.3                         | 25.1                    | 2.7                     | 1443.8                   | 1                                   | 1                                   | 387.2               |
| 09000200       | Río Cautín entre Río Collin y junta Río Imperial  | 21                  | Exorreica           | Pacífico            | Pluvial             | 12.0                         | 25.2                    | 3.5                     | 1395.5                   | 2                                   | 6                                   | 671.6               |
| 0900020000     | Río Cautín hasta junta Río Collin                 | 22                  | Exorreica           | Pacífico            | Pluvial             | 11.1                         | 25.2                    | 2.5                     | 1537.8                   | 1                                   | 3                                   | 960.6               |
| 09000200000    | Río Dillo                                         | 23                  | Exorreica           | Pacífico            | Pluvial             | 8.4                          | 23.5                    | -0.2                    | 2026.3                   | 1                                   | 2                                   | 437.8               |
| 09000200001    | Río Rariruca                                      | 24                  | Exorreica           | Pacífico            | Pluvial             | 9.4                          | 24.3                    | 0.9                     | 2096.5                   | 0                                   | 0                                   | 146.9               |
| 09000200002    | Río Blanco (Sierra Nevada)                        | 25                  | Exorreica           | Pacífico            | Pluvial             | 8.4                          | 23.6                    | -0.2                    | 1960.2                   | 0                                   | 0                                   | 104.7               |
| 09000200003    | Volcán Llaima Norte                               | 26                  | Exorreica           | Pacífico            | Pluvial             | 8.1                          | 23.1                    | -0.4                    | 1948.8                   | 0                                   | 0                                   | 164.8               |
| 0900020001     | Río Collin                                        | 27                  | Exorreica           | Pacífico            | Pluvial             | 10.4                         | 24.6                    | 2.0                     | 1756.1                   | 2                                   | 0                                   | 422.3               |
| 09000200010    | Río Muco                                          | 28                  | Exorreica           | Pacífico            | Pluvial             | 10.1                         | 24.6                    | 1.7                     | 1833.6                   | 0                                   | 0                                   | 226.6               |
| 0900030000     | Río Quepe hasta junta Río Cautín                  | 29                  | Exorreica           | Pacífico            | Pluvial             | 12.5                         | 25.0                    | 4.1                     | 1335.9                   | 1                                   | 0                                   | 466.0               |
| 09000300000    | Río Quepe entre Río Vilcún y Río Huichahue        | 30                  | Exorreica           | Pacífico            | Pluvial             | 11.1                         | 24.6                    | 2.7                     | 1789.4                   | 0                                   | 0                                   | 432.1               |
| 090003000000   | Río Quepe hasta junta Río Vilcún                  | 31                  | Exorreica           | Pacífico            | Pluvial             | 8.6                          | 23.1                    | 0.2                     | 1921.4                   | 2                                   | 1                                   | 382.0               |
| 090003000001   | Río Vilcún                                        | 32                  | Exorreica           | Pacífico            | Pluvial             | 10.7                         | 24.7                    | 2.2                     | 1835.7                   | 0                                   | 1                                   | 146.9               |
| 09000300001    | Río Huichahue entre Río Caihuico y Río Quepe      | 33                  | Exorreica           | Pacífico            | Pluvial             | 11.6                         | 24.7                    | 3.2                     | 1864.5                   | 1                                   | 0                                   | 383.6               |
| 090003000010   | Río Caihuico                                      | 34                  | Exorreica           | Pacífico            | Pluvial             | 9.8                          | 23.7                    | 1.5                     | 2012.3                   | 0                                   | 0                                   | 344.6               |
| 09000300002    | Estero Boroa                                      | 35                  | Exorreica           | Pacífico            | Pluvial             | 12.5                         | 24.9                    | 4.3                     | 1275.1                   | 0                                   | 0                                   | 136.4               |
| 0900030001     | Estero sin nombre (Villa Almagro)                 | 36                  | Exorreica           | Pacífico            | Pluvial             | 12.6                         | 24.8                    | 4.4                     | 1077.4                   | 1                                   | 0                                   | 85.3                |
| 090004         | Río Imperial                                      | 0                   | Exorreica           | Pacífico            | Pluvial             | 12.8                         | 24.5                    | 4.8                     | 1064.8                   | 1                                   | 1                                   | 229.1               |
| 09000400       | Estero Ranquilco                                  | 39                  | Exorreica           | Pacífico            | Pluvial             | 11.8                         | 24.2                    | 3.7                     | 1060.6                   | 0                                   | 0                                   | 181.2               |
| 09000401       | Río Las Damas                                     | 38                  | Exorreica           | Pacífico            | Pluvial             | 10.6                         | 22.7                    | 2.8                     | 1266.9                   | 0                                   | 1                                   | 268.7               |
| 09000402       | Río Moncul                                        | 37                  | Exorreica           | Pacífico            | Pluvial             | 11.2                         | 22.8                    | 3.6                     | 1295.8                   | 0                                   | 0                                   | 338.5               |
| 0900040200     | Río Payanhue                                      | 42                  | Exorreica           | Pacífico            | Pluvial             | 11.4                         | 22.7                    | 3.8                     | 1330.0                   | 0                                   | 0                                   | 103.4               |
| 09000403       | Estero Manio                                      | 40                  | Exorreica           | Pacífico            | Pluvial             | 12.4                         | 24.5                    | 4.3                     | 1080.9                   | 0                                   | 0                                   | 182.2               |
| 09000404       | Estero sin nombre (Quillón)                       | 41                  | Exorreica           | Pacífico            | Pluvial             | 12.2                         | 24.2                    | 4.2                     | 1074.3                   | 0                                   | 0                                   | 57.2                |

## Hidrología

Diagrama unifilar de la cuenca del río Imperial.

### Red hidrográfica
Los cuerpos de agua considerados en esta categoría son:

### Caudales y régimen
La cuenca tiene dos subcuencas principales:: 62 
1. La hoya hidrográfica del río Cholchol, que incluye a sus principales afluentes Purén, Lumaco, Traiguén, Quino y Quillén, tiene un acentuado régimen pluvial, con altos caudales en los meses de invierno. En años lluviosos los mayores caudales ocurren entre junio y agosto, producto de importantes lluvias invernales. En años normales y secos los mayores caudales también se deben a aportes pluviales, presentándose entre junio y septiembre. El período de menores caudales se observa en el trimestre dado por los meses de enero, febrero y marzo
2. La hoya hidrográfica del río Cautín con afluentes, los ríos Quepe y Muco. Se observa aquí un notorio régimen pluvial, con sus crecidas en invierno, producto de lluvias invernales. En años lluviosos las crecidas ocurren entre mayo y agosto, mientras que los menores lo hacen entre enero y marzo. En años normales y secos la influencia pluvial sigue siendo de importancia, produciéndose sus mayores caudales entre junio y agosto. El período de menores caudales se presenta en el trimestre dado por los meses de enero, febrero y marzo.

### Glaciares
El inventario público de glaciares de Chile 2022 consigna un total de 31 glaciares en la cuenca, de los cuales 10 no tienen nombre. El área total cubierta es de 7,46 km² y se estima el volumen de agua almacenada en los glaciares en 0,21 km³.

## Clima

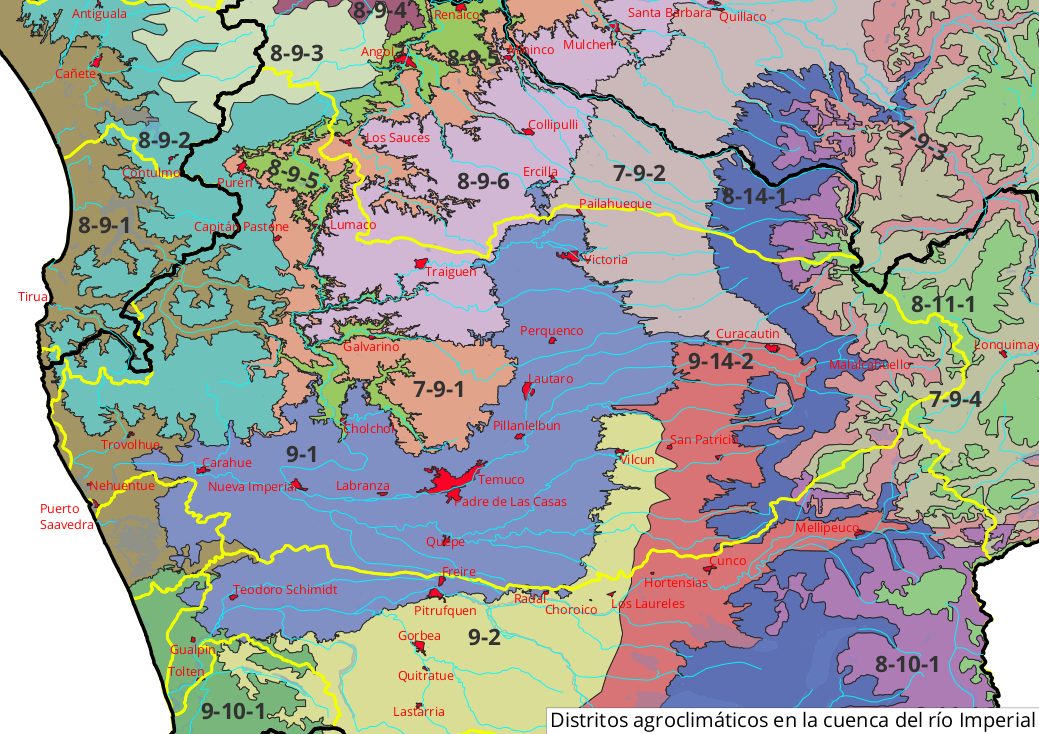
Distritos agroclimáticos en la cuenca.

El Atlas agroclimático de Chile distingue 15 distritos agroclimáticos en la cuenca:
- 8-9-1  Templado cálido supratermal con régimen de humedad sub húmedo seco (Csb2Shs). La temperatura oscila entre un máximo de enero de 22,5 °C y un mínimo de julio de 5,7 °C. Tiene un promedio de 297 días consecutivos libres de heladas. En el año se registra un promedio de 3 heladas. El período de temperaturas favorables a la actividad vegetativa dura 9 meses. Registra anualmente 1.185 días grado y 443 horas de frío acumuladas hasta el 31 de julio. La precipitación media anual es de 1.135 mm y un período seco de 5 meses, con un déficit hídrico de 465 mm/año. El período húmedo dura 5 meses durante los cuales se produce un excedente hídrico de 464 mm.
- 8-9-2  Templado cálido supratermal con régimen de humedad sub húmedo húmedo (Csb2Shh). La temperatura oscila entre un máximo de enero de 25,1 °C y un mínimo de julio de 5,8 °C. Tiene un promedio de 304 días consecutivos libres de heladas. En el año se registra un promedio de 4 heladas. El período de temperaturas favorables a la actividad vegetativa dura 9 meses. Registra anualmente 1.266 días grado y 452 horas de frío acumuladas hasta el 31 de julio. La precipitación media anual es de 1.587 mm y un período seco de 4 meses, con un déficit hídrico de 475 mm/año.El período húmedo dura 6 meses durante los cuales se produce un excedente hídrico de 882 mm.
- 9-1  Templado cálido mesotermal con régimen de humedad sub húmedo seco (Csb1Shs). La temperatura oscila entre un máximo de enero de 25 °C y un mínimo de julio de 3,8 °C. Tiene un promedio de 205 días consecutivos libres de heladas. En el año se registra un promedio de 15 heladas. El período de temperaturas favorables a la actividad vegetativa dura 7 meses. Registra anualmente 1.167 días grado y 1.019 horas de frío acumuladas hasta el 31 de julio. La precipitación media anual es de 1.152 mm y un período seco de 5 meses, con un déficit hídrico de 493 mm/año. El período húmedo dura 5 meses durante los cuales se produce un excedente hídrico de 485 mm.
- 8-9-3  Templado cálido supratermal con régimen de humedad húmedo con tendencia mediterránea (Csb2fs). La temperatura oscila entre un máximo de enero de 25,7 °C y un mínimo de julio de 6,3 °C. Tiene un promedio de 339 días consecutivos libres de heladas. En el año se registra un promedio de 2 heladas. El periodo de temperaturas favorables a la actividad vegetativa dura 9 meses. Registra anualmente 1.236 días grado y 398 horas de frío acumuladas hasta el 31 de julio. La precipitación media anual es de 2.248 mm y un periodo seco de 2 meses, con un déficit hídrico de 302 mm/año. El período húmedo dura 7 meses durante los cuales se produce un excedente hídrico de 1.430 mm.
- 8-9-5  Templado cálido supratermal con régimen de humedad subhúmedo seco (Csb2Shs) en una altitud media de 89 m s. n. m. y un área aproximada de 1.911 km². La temperatura oscila entre un máximo de enero de 27,8 °C y un mínimo de julio de 4,2 °C. Tiene un promedio de 231 días consecutivos libres de heladas. En el año se registra un promedio de 10 heladas. El período de temperaturas favorables a la actividad vegetativa dura 9 meses. Registra anualmente 1.541 días grado y 815 horas de frío acumuladas hasta el 31 de julio. La precipitación media anual es de 1.000 mm y un período seco de 5 meses, con un déficit hídrico de 777 mm/año. El período húmedo dura 5 meses durante los cuales se produce un excedente hídrico de 405 mm.
- 8-9-6  Templado cálido mesotermal con régimen de humedad sub húmedo seco (Csb1Shs). La temperatura oscila entre un máximo de enero de 26 °C y un mínimo de julio de 4,1 °C. Tiene un promedio de 214 días consecutivos libres de heladas. En el año se registra un promedio de 12 heladas. El período de temperaturas favorables a la actividad vegetativa dura 7 meses. Registra anualmente 1.219 días grado y 899 horas de frío acumuladas hasta el 31 de julio. La precipitación media anual es de 1.133 mm y un período seco de 5 meses, con un déficit hídrico de 662 mm/año. El período húmedo dura 5 meses durante los cuales se produce un excedente hídrico de 525 mm.
- 7-9-1  Templado cálido supratermal con régimen de humedad sub húmedo seco (Csb2Shs). La temperatura oscila entre un máximo de enero de 29,5 °C y un mínimo de julio de 3,5 °C. Tiene un promedio de 211 días consecutivos libres de heladas. En el año se registra un promedio de 17 heladas. El período de temperaturas favorables a la actividad vegetativa dura 9 meses. Registra anualmente 1.606 días grado y 949 horas de frío acumuladas hasta el 31 de julio. La precipitación media anual es de 1.035 mm y un período seco de 5 meses, con un déficit hídrico de 789 mm/año. El período húmedo dura 5 meses durante los cuales se produce un excedente hídrico de 446 mm.
- 9-2  Templado cálido mesotermal con régimen de humedad húmedo con tendencia mediterránea (Csb1fs). La temperatura oscila entre un máximo de enero de 24,9 °C y un mínimo de julio de 3,7 °C. Tiene un promedio de 200 días consecutivos libres de heladas. En el año se registra un promedio de 17 heladas. El período de temperaturas favorables a la actividad vegetativa dura 7 meses. Registra anualmente 1.100 días grado y 1.056 horas de frío acumuladas hasta el 31 de julio. La precipitación media anual es de 1.912 mm y un período seco de 2 meses, con un déficit hídrico de 288 mm/año. El período húmedo dura 7 meses durante los cuales se produce un excedente hídrico de 1.073 mm.
- 9-14-2  Templado cálido mesotermal con régimen de humedad per húmedo (Cfb1pH). La temperatura oscila entre un máximo de enero de 24,9 °C y un mínimo de julio de 3,4 °C. Tiene un promedio de 184 días consecutivos libres de heladas. En el año se registra un promedio de 21 heladas. El período de temperaturas favorables a la actividad vegetativa dura 7 meses. Registra anualmente 1.034 días grado y 1.215 horas de frío acumuladas hasta el 31 de julio. La precipitación media anual es de 2006 mm y un período seco de 0 meses, con un déficit hídrico de 166 mm/año. El período húmedo dura 8 meses durante los cuales se produce un excedente hídrico de 1.085 mm.
- 7-9-2  Templado cálido mesotermal con régimen de humedad sub húmedo húmedo (Csb1Shh). La temperatura oscila entre un máximo de enero de 26,8 °C y un mínimo de julio de 3,8 °C. Tiene un promedio de 175 días consecutivos libres de heladas. En el año se registra un promedio de 23 heladas. El periodo de temperaturas favorables a la actividad vegetativa dura 7 meses. Registra anualmente 1.123 días grado y 1.101 horas de frío acumuladas hasta el 31 de julio. La precipitación media anual es de 1.884 mm y un periodo seco de 4 meses, con un déficit hídrico de 528 mm/año. El período húmedo dura 7 meses durante los cuales se produce un excedente hídrico de 1.065 mm.
- 8-14-1  Templado cálido mesotermal con régimen de humedad per húmedo (Cfb1pH). La temperatura oscila entre un máximo de enero de 22,8 °C y un mínimo de julio de 3 °C. Tiene un promedio de 135 días consecutivos libres de heladas. En el año se registra un promedio de 38 heladas. El periodo de temperaturas favorables a la actividad vegetativa dura 7 meses Registra anualmente 735 días grado y 1.402 horas de frío acumuladas hasta el 31 de julio. La precipitación media anual es de 2.544 mm y un periodo seco de 0 meses, con un déficit hídrico de 156 mm/año. El período húmedo dura 8 meses durante los cuales se produce un excedente hídrico de 1.618 mm.
- 8-10-1  Templado frío con régimen de humedad hídrico (CfcHi). La temperatura oscila entre un máximo de enero de 17.7 °C y un mínimo de julio de 0.4 °C. Tiene un promedio de 57 días consecutivos libres de heladas. En el año se registra un promedio de 100 heladas. El período de temperaturas favorables a la actividad vegetativa dura 3 meses. Registra anualmente 360 días grado y 1.827 horas de frío acumuladas hasta el 31 de julio. La precipitación media anual es de 3.290 mm y un período seco de 0 meses, con un déficit hídrico de 0 mm/año. El período húmedo dura 12 meses durante los cuales se produce un excedente hídrico de 2.352 mm.
- 8-11-1  Clima de Tundra (ET). La temperatura oscila entre un máximo de enero de 14,3 °C y un mínimo de julio de -3,2 °C. Tiene un promedio de 0 días consecutivos libres de heladas. En el año se registra un promedio de 291 heladas. El período de temperaturas favorables a la actividad vegetativa dura 0 meses. Registra anualmente 130 días grado y 1.800 horas de frío acumuladas hasta el 31 de julio. La precipitación media anual es de 3.114 mm y un período seco de 0 meses, con un déficit hídrico de 127 mm/año. El período húmedo dura 9 meses durante los cuales se produce un excedente hídrico de 2.251 mm.
- 7-9-4  Templado frío con régimen de humedad húmedo con tendencia mediterránea (Cfcfs). La temperatura oscila entre un máximo de enero de 19,7 °C y un mínimo de julio de −1,1 °C. Tiene un promedio de 0 días consecutivos libres de heladas. En el año se registra un promedio de 191 heladas.El período de temperaturas favorables a la actividad vegetativa dura 3 meses. Registra anualmente 370 días grado y 1.794 horas de frío acumuladas hasta el 31 de julio. La precipitación media anual es de 2.470 mm y un período seco de 2 meses, con un déficit hídrico de 253 mm/año. El período húmedo dura 7 meses durante los cuales se produce un excedente hídrico de 1.435 mm.
- 7-9-3  Templado cálido mesotermal con régimen de humedad sub húmedo húmedo (Csb1Shh). La temperatura oscila entre un máximo de enero de 23,1 °C y un mínimo de julio de 0,9 °C. Tiene un promedio de 0 días consecutivos libres de heladas. En el año se registra un promedio de 96 heladas.El período de temperaturas favorables a la actividad vegetativa dura 5 meses. Registra anualmente 644 días grado y 1.717 horas de frío acumuladas hasta el 31 de julio. La precipitación media anual es de 2.333 mm y un período seco de 4 meses, con un déficit hídrico de 472 mm/año.El período húmedo dura 7 meses durante los cuales se produce un excedente hídrico de 1.408 mm.

|  |  |  |

Los diagramas Walter Lieth muestran con un área azul los periodos en que las precipitaciones sobrepasan la cantidad de agua que el calor del sol evapora en el mismo lapso de tiempo, (un promedio de 10 °C mensuales evaporan 20 mm de agua caída) dejando un clima húmedo. Por el contrario, las zonas amarillas indican que durante ese tiempo el agua caída puede ser evaporada por el calor del sol. El área gris señala meses muy húmedos.

## Actividades económicas
Las actividades económicas más importantes de la IX Región de la Araucanía, según su participación en el PIB regional, corresponden a la agricultura y servicios. 

### Minería
En la cuenca se explotan algunos minerales, entre ellos en la Mina Los Sauces (cuarzo aluvial, paralizada en 2002), Mina Lautaro (arcilla para loza), Mina El Oro (oro), Mina Centinela (talco) y la Cantera Metrenco (roca granítica).: 19 

### Agricultura
El uso agrícola de la cuenca comprende 17.400 Ha equivalentes al 1,3% de la superficie total. La agricultura que se desarrolla en algunos sectores de la cuenca por comunidades mapuches, es sólo de subsistencia.: 18 

## Contaminación
En un informe de la Universidad de Chile sobre la situación de los ríos de Chile en 1999 se reporta que:: 87 
En Río Imperial-Río Cholchol las principales fuentes de contaminantes son las descargas de aguas servidas, el escurrimiento e infiltración de productos químicos usados en la agricultura, la industria de cosméticos y detergentes, los mataderos, la industria cecinera y la industria de muebles y útiles para el hogar.

## Áreas bajo protección oficial y conservación de la biodiversidad
Las Áreas bajo Protección Oficial pertenecientes al Sistema Nacional de Áreas Silvestres Protegidas por el Estado (SNASPE) que se emplazan en la cuenca corresponden a:: 19 
- Reserva nacional Malalcahuello
- Monumento Natural Contulmo
- Cerro Ñielol
- Parque nacional Conguillío

Los sitios de conservación de la biodiversidad existentes en la cuenca, incluidos en el documento “Estrategia Regional de Conservación y Uso Sustentable de la biodiversidad, desarrollado en el Marco de la Elaboración de la Estrategia Nacional de Conservación y Uso sustentable de la Biodiversidad, Región de la Araucanía 2002.”, son:
- Cerro Andecul (331 ha) Sitio de conservación de diversidad biológica. Pristinidad de bosque roble–laurel–lingue de carácter mediterráneo, mezclado con el tipo valdiviano. Representatividad de una formación vegetacional que no está presente en el SNASPE. Comunidades vegetales en muy buen estado de conservación en un entorno muy alterado. Ecosistema aislado de flora y fauna nativa de importante superficie. Biodiversidad florística alta.
- Humedal Moncul (3.334 ha) Humedal costero con alta representación de especies, especialmente faunísticas, estuarinas, dulces avícolas y avifauna asociada. Área de nidificación y reproducción de aves silvestres. Singularidad en anfibios, reptiles y flora nativa. Alto porcentaje de biodiversidad.
- Ñielol–Rucumanque (613 ha) Ecosistema de juncaceas, sitio prioritario de conservación (Rucamanque). Rucamanque y Nielol únicos bosques núcleos densos del valle central. Alta concentración de especies, especialmente avifauna. Singularidad de anfibios, reptiles y flora nativa. Rucamanque: concentra especies en peligro de conservación como Puma, Pudú, Zorro y Carpintero. Alto porcentaje de biodiversidad.
- Purén (3.065 ha) Humedal de Purén: Área de amortiguación, sitio natural de interés cultural. Fundamentación: Área de nidificación y reproducción de aves silvestres, singularidad de anfibios, reptiles y flora nativa, factivilidad de protección debido a la existencia de un presido “La Reserva CORA” de 180 ha este humedal se encuentra desprotegido y sometido a fuerte presión de caza, pesca y extracción. Alto porcentaje de biodiversidad.
- Villa Las Araucarias (37 ha) Asegura la diversidad biológica de la especie Araucaria a nivel nacional, Ecosistema boscoso único. Presencia de especies de flora amenazadas de acuerdo a los estados de conservación (araucaria y coralillo). Comunidades vegetacionales en muy buen estado.